# Gennady Yakovlev

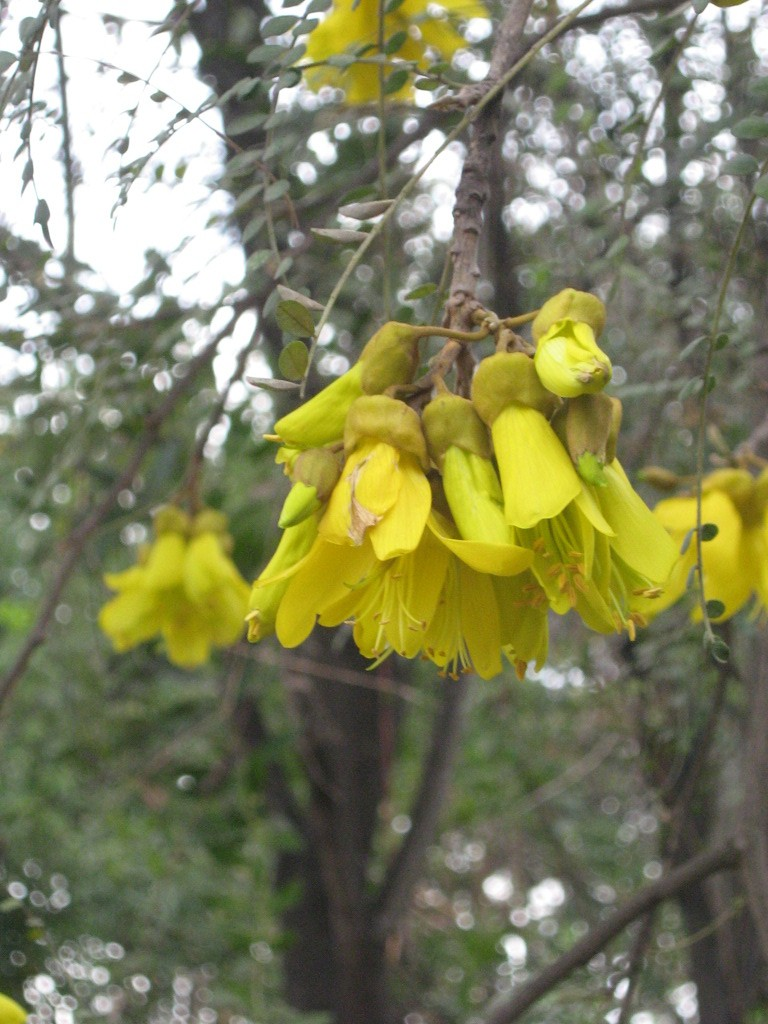
S. microphylla subspecies macnabiana indicada pelo autor do título

Gennady Yakovlev foi um botânico russo, especialista no campo da farmacognosia. Reitor da Academia Química e Farmacêutica de São Petersburgo, Chefe do Departamento de Farmacognosia, Professor do Departamento de Farmacognosia, pesquisador líder em tempo parcial no Instituto Botânico V. L. Komarov.
Ele foi um dos maiores especialistas do mundo em plantas da família das leguminosas

## Publicações
Liu Yingxin, Chang Zhaoyang, Gennady Pavlovich Yakovlev: em: Wu Zheng-yi, Peter H. Raven, Deyuan Hong (Hrsg.): Flora of China. Volume 10: Fabaceae, Science Press and Missouri Botanical Garden Press, Beijing and St. Louis 2010
Caragana Fabricius
1967
Заметки по систематике и географии рода Sophora L. и близких родов (Notas sobre sistemática e geografia do gênero Sophora L. e gêneros relacionados ) Труды Ленинградского химико-фармацевтического института. 21: 42-62.
Яковлев Г. П.; Связева О. А., 1987. Заметки о видах секций Caragana roda Caragana Lam. (Fabaceae) Новости сист. высш. раст. 24: 126